# Krypton-Färbung
Die Krypton-Färbung bezeichnet eine Proteinfärbung mit dem Fluoreszenzfarbstoff Krypton.

## Eigenschaften
Die Krypton-Färbung ist eine fluoreszente Färbung zum Nachweis von Proteinen, z. B. nach vorheriger Trennung per SDS-PAGE, 2D-Gelelektrophorese. Krypton besitzt ein Absorptionsmaximum bei einer Wellenlänge von 520 nm und ein Emissionsmaximum bei 580 nm. Die Nachweisgrenze liegt nach einer Färbezeit von 2,5 Stunden bei unter 1 ng Protein.
Alternative fluoreszente Proteinfarbstoffe sind z. B. Epicocconon (DeepPurple), SYPRO Ruby, SYPRO Orange, SYPRO Red, Flamingo, Lucy und Oriole. Weitere häufig eingesetzte nichtfluoreszente Proteinfärbungen sind z. B. die Silberfärbung und die Coomassie-Brillant-Blau-Färbung (fluoreszent im Infrarot-Bereich).